# Den ny Huslærer
 Ikke at forveksle med Den nye Huslærer.
Den ny Huslærer er en dansk stum komediefilm fra 1910 produceret af Nordisk Films Kompagni. Filmens instruktør er ukendt.
Filmen blev i tysktalende lande distribueret som Der neue Hauslehrer.

## Handling
Hr. Spag søger en stilling som huslærer for baronessens to drenge. Hr. Spag finder dog hurtigt ud af, at drenge er drenge, uanset om de er sønner af en baron eller af en arbejdsmand. Drengene er heller ikke glade for den nye lærer, der til sidst forsvinder bort, og drengene får en endefuld.

## Medvirkende
- Victor Fabian - Hr. Spag, musiklærer
- Erik Crone
- Kai Voigt
- Julie Henriksen
- Ella la Cour
- Rigmor Jerichau